# 박영준 (로봇공학자)
박영준은 대한민국 로봇공학자이다.

## 경력
한국과학기술원에서 기계공학으로 석사 학위, KAIST에서 자동화및제어 공학으로 박사학위를 받았다. 박사 졸업 후 삼성중공업 로봇개발실에서 25년여 직장 생활을 마치고 2018년 현재 수중로봇기술 전문회사인 에스엘엠을 창업 후 대표이사로 재직하고 있다. 삼성중공업 재직시 수중 청소 로봇을 개발한바 있으며, 주요 연구분야는 로봇자동화, 수중로봇, 필드로봇, 에너지로봇 및 로봇 제어, 로봇 경로계획 분야이다.

## 활동
로봇산업 자문위원 활동 등을 통해 지능형 로봇산업 활성화 정책 수립 지원, 정부 R&D 과제 기획 및 수행 등을 통한 원천기술 확보, 기술이전 등에 힘쓰고 있으며, 사람과 자연을 위한 로봇기술이라는 비전하에 로봇기술의 제품화를 통한 사업화 활동을 활발히 전개하고 있다.

## 수상
로봇산업 인프라 구축 기여 공로로 국무총리표창, 산업부장관상 및 장영실상 등 다수의 수상실적이 있다.

## 같이 보기
- 지능형 로봇
- 로봇산업
- 로봇인
- 로봇공학자